# مجلس شيوخ جمهورية الكونغو
مجلس شيوخ جمهورية الكونغو (بالفرنسية: Sénat )‏ هو الهيئة التشريعية في جمهورية الكونغو، ويتكون من 52 مقعداً، وهو المجلس الأعلى في برلمان جمهورية الكونغو.

## طالع أيضًا
- برلمان جمهورية الكونغو